# District de Zhangdian
Le district de Zhangdian (张店区 ; pinyin : Zhāngdiàn Qū) est une subdivision administrative de la province du Shandong en Chine. Il est placé sous la juridiction de la ville-préfecture de Zibo.